# نوردهی (فیلم)
«نوردهی» (انگلیسی: Underexposure (film)) یک فیلم است که در سال ۲۰۰۵ منتشر شد.